# Сепаратизам
Сепаратизам је склоност ка отцепљењу, тежња за отцепљењем, покрет за отцепљење из неке заједница (државне, вјерске и сл). Иако се често односи на потпуну политичку сецесију, сепаратистичке групе могу и потраживати већу аутономију у оквиру веће заједнице. Док неки критичари изједначавају сепаратизам са религијском, расном или сексуалном сегрегацијом, неки сепаратисти тврде да сепарација по избору није исто што и сегрегација коју спроводи влада и може да има корисну сврху.
Као и код сецесије, сепаратизам се конвенционално односи на потпуно политичко одвајање. Групе које једноставно траже већу аутономију нису сепаратистичке као такве. Неке поставке дискурса изједначавају сепаратизам са верском сегрегацијом, расном сегрегацијом или полном сегрегацијом, док друге поставке дискурса имају шири став да раздвајање по избору може послужити корисним сврхама и није исто што и сегрегација коју намеће влада. Постоји извесна академска дебата о овој дефиницији, а посебно о томе како се она односи на сецесионизам, о чему се расправљало на интернету.
Сепаратистичке групе практикују облик политике идентитета, или политичке активности и теоретисања засноване на заједничким искуствима чланова групе. Такве групе верују да покушаји интеграције са доминантним групама компромитују њихов идентитет и способност да теже самоопредељењу. Међутим, економски и политички фактори обично су кључни у стварању снажних сепаратистичких покрета за разлику од мање амбициозних покрета идентитета.

## Етимологија
Ријеч сепаратизам је настала од француске ријечи separatisme, а која своје поријекло води од латинске ријечи separus што значи одвојен, одјељен, различит од осталих.

## Типови

### Родни сепаратизам
Однос између рода и сепаратизма је сложен.. Феминистички сепаратизам је избор жена да се одвоје од привидно мушки-дефинисаних институција, односа, улога и активности којима доминирају мушкарци. Лезбејски сепаратизам заговара лезбејство као логичан резултат феминизма. Неке сепаратистичке феминисткиње и лезбејске сепаратисткиње су одлучиле да живе одвојено у идеолошкој заједници, задругама и на земљишним фондовима. Квир национализам (или „геј сепаратизам“) тражи заједницу различиту и одвојену од других друштвених група. С друге стране, покрет MGTOW се понекад сматра сепаратизмом мушког пола, јер је у средишту ове идеологије појам мушког сепаратизма у којем мушкарци треба да буду део феминистички пристрасног друштва. Неки рубни елементи чак предлажу утопијску државу без жена.

### Расни сепаратизам
- Црни сепаратизам (такође познат као црни национализам) је најистакнутији талас који унапређује концепте „црног расног идентитета“ у Сједињеним Државама, а промовисали су га црни лидери попут Маркуса Гарвија и организације као што је Нација ислама. Критички теоретичари расе као што су Дерик Бел са Универзитета у Њујорку и Ричард Делгадо са Универзитета Колорадо тврде да су правни, образовни и политички системи САД препуни очитог расизма. Они подржавају напоре попут школа и студентских домова за „све црне“ и доводе у питање ефикасност и заслуге интеграције коју спроводи влада.[22] У изјавама бившег пастора Барака Обаме Џеремаје Рајта, млађег из 2008. године, поново је оживело питање актуелног значаја црног сепаратизма.[23]
- Латиноамерички концепти расног идентитета као што су бронзана раса и Ла Раза Космика налазе се у малој сепаратистичкој Партији Раза Унида. Чикано покрет (или Чикано нација) у Сједињеним Државама је настојао да поново створи Азтлан, митску домовину Астека која се састоји од југозападних Сједињених Држава.[24]
- Бели сепаратизам у Сједињеним Државама и западној Европи тражи одвајање беле расе и ограничавање имиграције небелих под аргументом да су ове политике неопходне за опстанак беле расе.

### Верски сепаратизам
Верске сепаратистичке групе и секте желе да се повуку из неких већих верских група и/или верују да би требало да комуницирају првенствено са једноверницима:
- Енглески хришћани у 16. и 17. веку који су желели да се одвоје од Енглеске цркве и формирају независне локалне цркве били су политички утицајни под Оливером Кромвелом, који је и сам био сепаратиста. На крају су названи конгрегационалисти.[25] Ходочасници који су основали прву успешну колонију у Новој Енглеској били су сепаратисти.[26]
- Хришћанске сепаратистичке групе у Индонезији,[27][28] Индији[29] и Јужној Каролини (Сједињене Државе).[30][31]
- Ционизам је тражио стварање Државе Израел као јеврејске домовине, са одвајањем од нејеврејске Палестине. Сајмон Дабнов, који није био посвећени поборник ционизма, формулисао је јеврејски аутономизам, који су у источној Европи усвојиле јеврејске политичке партије као што су Бунд и његов сопствени Фолкспартеј пре Другог светског рата.[32] Међутим, ционизам се такође може сматрати донекле етничким, јер његова дефиниција о томе ко је Јеврејин често укључује људе јеврејског порекла који не практикују јеврејску религију. То је додатно компликовано, јер неки који имају претке који су прешли на јудаизам, као што су неки етиопски Јевреји, можда не деле етничку историју са Јеврејима, међутим, сматра се да јесу, мада не без дебате.[33]